# Wspólnota Państw Portugalskojęzycznych
Wspólnota Państw Portugalskojęzycznych (port. Comunidade dos Países de Língua Portuguesa, skrót: CPLP) – forum współpracy między państwami, w których język portugalski jest językiem urzędowym. 
Została założona w 1996 przez 7 państw: Angolę, Brazylię, Republikę Zielonego Przylądka, Gwineę Bissau, Mozambik, Portugalię oraz Wyspy Świętego Tomasza i Książęcą. Później dołączyły do nich Makau (1999) oraz Timor Wschodni (2002).
Status obserwatorów posiadają: Andora, Argentyna, Chile, Czechy, Francja, Gruzja, Japonia, Luksemburg, Mauritius, Namibia, OEI, Senegal, Serbia, Słowacja, Turcja, Urugwaj, Węgry, Wielka Brytania i Włochy.
Wspólnota ta jest dopiero w fazie tworzenia, a społeczeństwa tych krajów niewiele wiedzą o sobie. Jednak jej członkowie złączeni są wspólnym językiem oraz dzielą pewne cechy kulturowe - wszystko to stanowić ma bazę do współpracy między tymi odległymi krajami położonymi na różnych kontynentach. Szacuje się, że portugalskim posługuje się ponad 223 mln osób.
Wspólnota ta zajmuje się nie tylko wymianą kulturową. Wspomaga także rozwój ekonomiczny i demokratyczny jej członków. Już po utworzeniu CPLP doszło do dwóch zamachów stanu na Wyspach Świętego Tomasza i Książęcej oraz w Gwinei Bissau. Pozostałe kraje członkowskie pomogły im w przeprowadzeniu reform gospodarczych i politycznych.

## Członkowie według kontynentów

### Europa
- Portugalia

### Ameryka Południowa
- Brazylia

### Afryka
- Angola
- Gwinea Bissau
- Mozambik
- Republika Zielonego Przylądka
- Wyspy Świętego Tomasza i Książęca
- Gwinea Równikowa

### Azja
- Makau
- Timor Wschodni